# Myrtle Fillmore

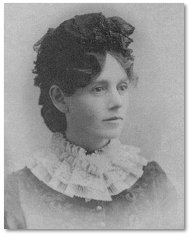
Myrtle Fillmore um 1881

Myrtle Fillmore (Geburtsname Mary Caroline Page; * 6. August 1845 in Pagetown, Ohio; † 6. Oktober 1931 in Unity Village, Missouri) war zusammen mit ihrem Mann Charles Fillmore eine Mitbegründerin der Unity Church, die Teil der Neugeist-Bewegung in den USA ist.

## Leben
Als Kind litt Myrtle lange Zeit an Tuberkulose. Daher war ihr Gesundheitszustand fragil und ihre Lebenserwartung wurde nur gering eingeschätzt. Sie erhielt ihre Ausbildung zur Lehrerin am Oberlin College, einer Schule, die bereits in der Mitte des 19. Jahrhunderts die Koedukation betrieb. Daran lässt sich ermessen, dass Myrtle Page in einem geistig offenem Umfeld aufwuchs und ausgebildet wurde. Sie arbeitete als Lehrerin in Clinton in Missouri.
1876 lernte Myrtle Page den neun Jahre jüngeren Charles Fillmore bei einem Kuraufenthalt in Denton (Texas) kennen, den sie 1881 heiratete. Auch er war seit einem Unfall während seiner Kindheit beim Schlittschuhlaufen gesundheitlich angeschlagen. Das Paar lebte gemeinsam in Colorado, wo 1882 ihr Sohn Lowell geboren wurde. 1884 ging die Familie nach Kansas City und der zweite Sohn Waldo Rickert wurde geboren.
In den folgenden Jahren verschlechterte sich der Gesundheitszustand von Myrtle Fillmore infolge der Tuberkuloseerkrankung zunehmend bis zu einem finalen Stadium. 1886 hörten sie und ihr Mann einen Vortrag von E. B. Weeks, einem Anhänger der Christian Science von Emma Curtis Hopkins, über spirituelle Heilmethoden. Bis 1888 verbesserte sich ihr Gesundheitszustand durch diese Praktiken. Dieser Heilungserfolg veranlasste ihren Ehemann, diesen Weg selbst zu erproben und weiterzuentwickeln. Gemeinsam begann das Ehepaar Veranstaltungen des New Thought movement (dt. Neugeist-Bewegung) im Anschluss an den Sonntagsgottesdienst abzuhalten. Sie gaben das Magazin Modern Thought heraus, das sich mit Themen wie Christian Science, Unitarismus, Rosenkreuzern, Theosophie u. ä. beschäftigte. Das Ehepaar widmete sich der spirituellen Arbeit mit Kranken und Behinderten und verfolgte so den Weg weiter, der durch die Berührung mit der spirituellen Heilmethode begonnen hatte. Zu dieser Zeit, 1889, wird der dritte Sohn, Royal, geboren.
1889 wurde Unity gegründet, die sich aus den Versammlungen im Haus der Fillmores entwickelte. Ab 1895 lebten beide als strenge Vegetarier. Die Bewegung wuchs immer stärker an, sodass die Versammlungen in immer größeren Räumen stattfinden mussten. 1920 kaufte Charles Fillmore 58 acres (23,5 Hektar) Land bei Lee’s Summit. Dort wurde eine Gemeinschaft gegründet, genannt Unity Farm, die Landwirtschaft betrieb und ihre Produkte im Unity Inn verkaufte.
Gemeinsam waren die Fillmores publizistisch tätig, veröffentlichten aber auch je eigene Schriften im Sinne des New Thought.
1931 starb Myrtle Fillmore im Alter von 85 Jahren. Gleich wie ihr Heilungserlebnis beurteilt wird, bleibt dieses Alter doch erstaunlich für einen Menschen, der Mitte des 19. Jahrhunderts an Tuberkulose erkrankte. Auf diesem Hintergrund, zusammen mit einer liberalen Erziehung und Bildung, ist ihr geistiges Schaffen zu verstehen. Ihre Begräbnisstätte wurde nicht bekannt gegeben, um zu vermeiden, dass Anhänger sie zur Kultfigur stilisieren.

## Werke
- How to let God help you? Lee’s Summit 1956.
  - Wie lässt du dir durch Gott helfen? Dups, Karlsruhe-Durlach 1962
- Healing Letters. Unity Village 2006, ISBN 978-0-87159-310-8